# A Futottak még… epizódjainak listája
A Futottak még… (eredeti cím: Extras) brit szituációs komédia, melyet a főszereplőként is feltűnő Ricky Gervais és Stephen Merchant alkotott meg. Eredetileg 2005 és 2007 között sugározta a BBC. 
Az alábbi szócikk a sorozat epizódjait ismerteti, beleértve a karácsonyi különkiadást is.

## Évados áttekintés
| Évad | Évad      | Részek száma | Részek száma | Eredeti sugárzás     | Eredeti sugárzás    | Eredeti adó | Magyar sugárzás   | Magyar sugárzás  | Magyar adó |
| Évad | Évad      | Részek száma | Részek száma | Évadbemutató         | Évadzáró            | Eredeti adó | Évadbemutató      | Évadzáró         | Magyar adó |
| ---- | --------- | ------------ | ------------ | -------------------- | ------------------- | ----------- | ----------------- | ---------------- | ---------- |
|      | 1.        | 6            | 6            | 2005. július 21.     | 2005. augusztus 25. | BBC Two     | 2006. április 11. | 2006. május 16.  | HBO        |
|      | 2.        | 6            | 6            | 2006. szeptember 14. | 2006. október 19.   | BBC Two     | 2007. január 2.   | 2007. február 6. | HBO        |
|      | Karácsony | Karácsony    | Karácsony    | 2007. december 16.   | 2007. december 16.  | BBC One     | n. a.             | n. a.            |            |

## Epizódok

### 1. évad (2005)
| Sor. | Év. | Cím                                  | Rendező                           | Író                               | Premier                              | Nézettség   |
| --- | --- | ------------------------------------ | --------------------------------- | --------------------------------- | ------------------------------------ | ----------- |
| 1. | 1.  | 1. rész (Ben Stiller)                | Ricky Gervais és Stephen Merchant | Ricky Gervais és Stephen Merchant | 2005. július 21. 2006. április 11.   | 4,83 millió |
| Andy és Maggie legjobb barátok, Ben Stiller (magyar hangja Lippai László) filmjében szerepelnek statisztaként. A filmdráma a feleségét és gyerekeit a délszláv háborúban elveszítő kelet-európai Goran (magyar hangja Forgács Gábor) életéről szól. Az arrogáns és basáskodó Stiller nincs tekintettel környezetére. Andy megpróbál összebarátkozni Gorannal és szöveges szerepet kapni tőle, aki ebbe bele is egyezik. A jelenet forgatása előtt azonban Andy vitába keveredik Stillerrel és ezért kirúgják a filmből. Maggie vonzódik a stáb egyik tagjához, Johnhoz, de Andy rámutat: a férfi egyik lába rövidebb, mint a másik, ezért Maggie kiábrándul belőle. A forgatáson dolgozó Jackie (magyar hangja Farkasinszky Edit) meghívja őket a szülinapi bulijába, ahová a kifogásokat kereső Andy csak azért megy el, mert a film producere, Martin (magyar hangja Tarján Péter) is ott lesz. A buliban Andy megpróbál bemutatkozni neki és úgy tesz, mintha a producerhez hasonlóan rajongana a japán filmművészetért. Andy és Maggie azonban hamar távozni kényszerül, mert megsértik Martin japán-amerikai feleségét (magyar hangja Zakariás Éva). |     |                                      |                                   |                                   |                                      |             |
| 2. | 2.  | 2. rész (Ross Kemp and Vinnie Jones) | Ricky Gervais és Stephen Merchant | Ricky Gervais és Stephen Merchant | 2005. július 28. 2006. április 18.   | 3,62 millió |
| Andy Ross Kemp (magyar hangja Csuja Imre) mellett kap munkát egy televíziós történelmi drámában. Andy riválisa, Greg (magyar hangja Csőre Gábor) Kemp riválisával, Vinnie Jones (magyar hangja Tarján Péter) focistával dolgozik együtt a szomszédos épületben. Kemp azt állítja, szöveges szerepet tud szerezni Andynek. Azzal is eldicsekszik, hogy SAS kiképzésen esett át, így bármikor könnyűszerrel elbánna Jonesszal. Andy ezt elmondja Gregnek, ő pedig továbbadja Jonesnak. A dühös Jones kérdőre vonja Kempet, aki tagadja a vádakat és megijed a nagydarab színésztől. A kínos szituáció után Kemp elismeri a kiábrándult Andynek: végig hazudott, egyáltalán nem olyan kemény fickó, mint az állította magáról, munkatársai folyton piszkálják és Andynek sem tud szerepet szerezni. |     |                                      |                                   |                                   |                                      |             |
| 3. | 3.  | 3. rész (Kate Winslet)               | Ricky Gervais és Stephen Merchant | Ricky Gervais és Stephen Merchant | 2005. augusztus 4. 2006. április 25. | 3,59 millió |
| Andy és Maggie egy holokausztról szóló filmben dolgoznak és összebarátkoznak a főszereplő Kate Winslettel (magyar hangja Major Melinda), aki csak az Oscar-díj reményben vállalta el a zsidókat mentő apáca szerepét. Maggie párkapcsolatot létesít egy forgatási asszisztenssel, Mike-kal (magyar hangja Dolmány Attila) és barátja azt akarja, Maggie beszéljen vele perverz módon a telefonban. A segítőkész Winslet szókimondó tanácsokat ad a tanácstalan statisztanőnek. Maggie barátja később mégis szakít vele, amikor a háta mögött Andy és Winslet pajzán gesztusokat tesz. Az ateista Andy vonzódni kezd egy vallásos statisztatársához, Suzanne-höz (magyar hangja Ősi Ildikó), akinek nővére születési rendellenességben, cerebrális parézisben szenved. Andyt meghívják egy baráti összejövetelre, a tudtán kívül egy Bibliakörbe, ahol az ateista férfi hamar lebukik. |     |                                      |                                   |                                   |                                      |             |
| 4. | 4.  | 4. rész (Les Dennis)                 | Ricky Gervais és Stephen Merchant | Ricky Gervais és Stephen Merchant | 2005. augusztus 11. 2006. május 2.   | 3,93 millió |
| Andynek az ügynöke megszerzi Dzsinn szerepét egy Les Dennis (magyar hangja Háda János) főszereplésével készült Aladdin-színdarabban. Az ötvenéves Dennis eljegyezte a vonzó, huszonhat éves Simone Reynoldsot (Nicky Ladanowski), de hullámvölgyekkel tarkított karrierje miatt az idegösszeomlás szélén áll. Andy meglátja Dennis menyasszonyát egy díszletmunkással csókolózni, és eltitkolja ezt az idősödő színész elől. Amikor Dennis az fontolgatja, más okból szakít a lánnyal, Andy bevallja neki az igazat. A lesújtott Dennis a színdarab premierjének közepén monológba kezd az élete értelmetlenségéről és kritizálja a szerinte nem elég lelkes nézőközönséget. Maggie ellátogat a próbákra és találkozik régi barátnőjével, a táncosnő Lizzie Buntonnal (Rebecca Gethings, magyar hangja Hámori Eszter), akivel régebben egy gyerekműsorban együtt szerepeltek. Lizzie édesapja, a homoszexualitását titkoló Bunny (Gerard Kelly, magyar hangja Sörös Sándor) a darab rendezője. Bunny kontrollálja lánya életét és gyerekként kezeli őt. Lizzie meghívja Maggie-t a 29. születésnapi bulijára, de ott a többi vendég jóval idősebb náluk. Bunny durván leszidja lányát, amiért az a bulin elrontja Bucks Fizz "Making Your Mind Up" című dalának közösen előadott változatát. Lizzie nyilvánosan beismeri, nem teszi boldoggá a showbiznisz világa. Maggie-nek távoznia kell, mert ő bátorította arra barátnőjét, hogy találja meg a saját útját az életben. |     |                                      |                                   |                                   |                                      |             |
| 5. | 5.  | 5. rész (Samuel L. Jackson)          | Ricky Gervais és Stephen Merchant | Ricky Gervais és Stephen Merchant | 2005. augusztus 18. 2006. május 9.   | 3,58 millió |
| Samuel L. Jackson (magyar hangja Vass Gábor) öntörvényű rendőrt alakít egy brit krimiben. Egy Dullard nevű statiszta (Steve Speirs, magyar hangja Faragó András) nem vállal el egy kisebb jelenetet Jacksonnal, Andynek adva át a lehetőséget. Dullard folyamatosan az ismerőseiről szóló tragikus sztorikkal traktálja Andyt, és a korábbi szívességért cserébe erőltetetten próbál barátkozni vele. Andy átlátszó hazugságokkal és kifogásokkal igyekszik lerázni, sikertelenül. Kénytelen elmenni vele vacsorázni, ahol a frusztrált Andy (miután őszinte kifakadása után "barátja" egy Ben Elton musicalre hívja el) többször a levesébe nyomja a saját arcát, mielőtt gyorsan távozna a helyszínről. Maggie vonzódni kezd egy fiatal fekete színészhez, Danhez (Michael Wildman, magyar hangja Welker Gábor). Bár a lány esetlenül viselkedik a tőle eltérő bőrszínű Dannel, végül mégis randira mennek. Amikor azonban Dan meglátja Maggie fekete golliwog plüssfiguráját (amit sztereotip megjelenése miatt sokan rasszistának tartanak), és a zavarban lévő Maggie hülyét csinál magából, Dan udvariasan kimenti magát. Másnap Maggie összetéveszti Jacksont Laurence Fishburne-nel. A segítőkész Andy közbelép, de csak súlyosbítja a kínos szituációt. Andy lemond a szerepéről. |     |                                      |                                   |                                   |                                      |             |
| 6. | 6.  | 6. rész (Patrick Stewart)            | Ricky Gervais és Stephen Merchant | Ricky Gervais és Stephen Merchant | 2005. augusztus 25. 2006. május 16.  | 3,86 millió |
| Andy és Maggie Shakespeare A vihar című művének feldolgozásában dolgozik, Patrick Stewart (Varga T. József) oldalán. Andy odaadja készülő szituációs komédiájának forgatókönyvét Stewartnak, aki cserébe mesél neki a saját ötletéről is: egy olyan férfit alakítana, aki képes az elméje erejével levetkőztetni nőket. Stewart továbbítja a szkriptet és a BBC megbeszélésre hívja Andyt. Damon Beesley (Martin Savage, magyar hangja Fekete Zoltán) forgatókönyvíró/producer a forgatókönyv átírására biztatja Andyt és egy próbaepizódot készül leforgatni. Amikor Andy a homoszexuális Damon harsány viselkedésére panaszkodik Maggie-nek, a jóhiszemű lány elfecsegi a férfi homofób megjegyzéseit Damonnak, a BBC ezért el akarja kaszálni Andy sorozatát. A dühös Andy leszidja Maggie-t és azt javasolja neki, tegye rendbe a saját életét. Damon elfogadja Andy bocsánatkérését, folytatódik a közös munka és Andy is kibékül Maggie-vel. Damon ragaszkodik hozzá, hogy az Andy volt főnöke által ihletett sorozat szállóigeként tartalmazza a főnök „jól szórakozol?” mondását – a BBC folyamatos beleszólása Andy sorozatába a második évad egyik fő konfliktusforrása lesz. |     |                                      |                                   |                                   |                                      |             |

### 2. évad (2006)
| Sor. | Év. | Cím                         | Rendező                           | Író                               | Premier                               | Nézettség   |
| --- | --- | --------------------------- | --------------------------------- | --------------------------------- | ------------------------------------- | ----------- |
| 7. | 1.  | 7. rész (Orlando Bloom)     | Ricky Gervais és Stephen Merchant | Ricky Gervais és Stephen Merchant | 2005. július 21. 2007. január 2.      | 3,62 millió |
| Maggie statiszta egy tárgyalótermi drámában, melynek főszereplője Orlando Bloom (magyar hangja Rajkai Zoltán) és Sophia Myles. Az arrogáns Bloom képtelen elhinni, hogy Maggie nem vonzódik hozzá és megpróbálja elcsábítani, miközben folyamatosan Johnny Depp-pet szidja. Andy új sorozata, a Füstöl a gyárkémény forgatása is lezajlik, de a férfi csalódott, mert forgatókönyvét átírták és egy banális humorú műsorrá silányították. Mikor közbelép és változtatni akar, a sorozat felfüggesztésével fenyegetik, amely azt jelentené, hogy ismét névtelen statisztaként kellene dolgoznia. Andy visszakozik és beleegyezik az általa gyűlölt sorozat folytatásába és az abban való szereplésbe is. Darren sikertelenül igyekszik rávenni: adja át Shaun Williamsonnak a szerepét. Egyéb híres vendégszereplők: Keith Chegwin (magyar hangja Koroknay Géza) és Liza Tarbuck (magyar hangja Bókai Mária). |     |                             |                                   |                                   |                                       |             |
| 8. | 2.  | 8. rész (David Bowie)       | Ricky Gervais és Stephen Merchant | Ricky Gervais és Stephen Merchant | 2006. szeptember 21. 2007. január 9.  | 3,84 millió |
| A Füstöl a gyárkémény első epizódja csak negatív kritikákat kap, bár a nézők kedvelik és 6,2 millióan látták. Andyt felismerik a rajongók és legnagyobb bosszúságára sorozatbeli szövegeinek ismételgetésére kérik. Shaun egy hírességek körében népszerű bárba hívja a társaságot, de Andyt a VIP részlegben is számos szóbeli inzultus éri. A helyzet még rosszabb lesz, amikor el kell hagyniuk asztalukat, hogy David Bowienak (magyar hangja Tarján Péter) és kísérőinek adják át azt. Andy igyekszik meghatni Bowie-t és karrierjének kezdeti nehézségeiről mesél neki. Az énekes azonban egy rögtönzött gúnydalt költ és ad elő mindenki előtt, ami Andyről szól. Andy inkább visszatér a megszokott kocsmájába és azoknak a (számára közel sem ideális) rajongóknak az elismerését keresi, akiket korábban elutasított. |     |                             |                                   |                                   |                                       |             |
| 9. | 3.  | 9. rész (Daniel Radcliffe)  | Ricky Gervais és Stephen Merchant | Ricky Gervais és Stephen Merchant | 2006. szeptember 28. 2007. január 16. | 3,46 millió |
| Andy kisebb szerepet kap egy Daniel Radcliffe (magyar hangja Gacsal Ádám) főszereplésével készült fantasyfilmben. Daniel minden nőt megpróbál elcsábítani, köztük Maggie-t is, majd letagadja ezt és úgy tesz, mintha ők akartak volna tőle valamit. A fiatal színész odafurakszik Andy és Maggie ebédlőasztalához és véletlenül egy óvszert repít a közelben ülő Diana Rigg (magyar hangja Kassai Ilona) fejére. Amikor Andy meghívja Maggie-t vacsorázni, akaratlanul megsérti egy hangoskodó Down-szindrómás fiú édesanyját. A kontextusból kiragadott, szenzációhajhász módon elferdített hírre a brit sajtó egyre hisztérikusabb módon reagál és az interjút adó Darren is csak ront a helyzeten. Bár Andynek sikerül elsimítania a botrányt, a forgatáson a törpenövésű Warwick Davis (magyar hangja Juhász György) színésszel verekednek össze: Maggie fecsegése miatt Warwick azt hiszi, Andy arrogáns módon bepróbálkozott a menyasszonyánál, Claire-nél (magyar hangja Spilák Klára). Andy véletlenül letérdeli és kiüti a kisnövésű színészt, emiatt elveszíti szerepét és még kellemetlenebb sajtóvisszhangot szerez. Egyéb híres vendégszereplők: Phillip Schofield (magyar hangja Csuha Lajos), Fern Britton, Nick Ferrari (magyar hangja Koroknay Géza), Matthew Wright (magyar hangja Presits Tamás), Lowri Turner, Rufus Jones (magyar hangja Magyar Bálint). |     |                             |                                   |                                   |                                       |             |
| 10. | 4.  | 10. rész (Chris Martin)     | Ricky Gervais és Stephen Merchant | Ricky Gervais és Stephen Merchant | 2006. október 5. 2007. január 23.     | 3,6 millió  |
| Andy jótékonysági videót készít Chris Martinnal (magyar hangja Bozsó Péter), akit csak saját albumának arcátlan önreklámozása érdekel. Martin a sorozatban is cameoszerepet kér és – bár Andy nem tartja ezt jó ötletnek – eljátssza "Fix You" című dalát. A celeb felbukkanása miatti negatív kritikák ellenére BAFTA-díjra jelölik. Darren és Maggie botrányos viselkedése miatt magára haragítja Richard Brierst (magyar hangja Versényi László) és volt barátnőjét, Patricia Pottert is – utóbbi a színpadról nyilvánosan megalázza a férfit. Andy kategóriájában Stephen Fry (magyar hangja Bácskai János) nyer díjat, aki négyszemközt kritizálja Andy sorozatát az alájátszott műnevetés és az otromba parókák miatt. Darrennek köszönhetően Andyt és az ügynököt is kitiltják az összes BAFTA-rendezvényről, miután egy WC-fülkében rajtakapják őket a drogozó Ronnie Corbett (magyar hangja Kun Vilmos) társaságában. Egyéb híres vendégszereplők: Moira Stuart, Davina McCall. |     |                             |                                   |                                   |                                       |             |
| 11. | 5.  | 11. rész (Sir Ian McKellen) | Ricky Gervais és Stephen Merchant | Ricky Gervais és Stephen Merchant | 2006. október 12. 2007. január 30.    | 3,66 millió |
| A szitkom egyre lesújtóbb kritikái miatt Andy megkéri Darrent, szerezzen neki valami komolyabb színházi szerepet, ahol szakmai elismerésre tehet szert. Andy Ian McKellen (magyar hangja Varga T. József) Egy hónap nyár című színdarabjában kap szerepet, amely egy homoszexuális párkapcsolatról szól. Az első bemutató előtt McKellen hirtelen úgy dönt, Andynek meg kellene csókolnia színésztársát. Az előadáson nézőként feltűnnek Andy homofób volt gimnáziumi osztálytársai is, köztük Steve Sherwood (Jonathan Cake, magyar hangja Dolmány Attila). Andy emiatt egyre kényelmetlenebbül érzi magát és végül otthagyja a darabot. Darren randira hívja Maggie-t, ami szintén kínosan ér véget. Egyéb híres vendégszereplők: Germaine Greer, Mark Kermode és Mark Lawson. |     |                             |                                   |                                   |                                       |             |
| 12. | 6.  | 12. rész (Jonathan Ross)    | Ricky Gervais és Stephen Merchant | Ricky Gervais és Stephen Merchant | 2006. október 19. 2007. február 6.    | 3,85 millió |
| Andyt meghívják a Friday Night with Jonathan Ross talkshowba és összebarátkozik Jonathan Ross (magyar hangja Tarján Péter) műsorvezetővel. Emiatt a színész egyre inkább úgy érzi, túlnőtt a szitkomon és inkompetens ügynökén. Darrennek ultimátumot ad: vagy összehoz egy találkozót Robert De Niróval (magyar hangja Végvári Tamás) vagy kirúgja. Bár megpróbálja kimenteni magát, Andyt belekényszerítik egy kórházban fekvő rákos kisfiú rendszeres látogatásába, ahová Maggie-t is magával hívja. Robert Lindsay (magyar hangja Jakab Csaba), aki Ross műsorában együtt szerepelt Andyvel, úgy véli, sokkal híresebb és tehetségesebb nála és hívatlanul megjelenik a kórházban. Ezzel kínos helyzetet okoz, mert a fiú nem ismeri a színész munkásságát, feldühítve Lindsayt. Andy épp ki akarja rúgni Darrent, amikor rajtakapja az irodájában egy vetkőzős tollra maszturbálni. Darren azonban azt állítja, megbeszélt De Niróval egy találkozót. Ez viszont egyidőben van Andy kórházi látogatásával, de a színész (bűntudatot érezve, amiért Maggie-ra hárította át a feladatot és ügynöke szavahihetőségében is kételkedve), a kórházat választja. Darren a vetkőzős tollal lekenyerezi De Nirót és telefonon meghívja Andyt és Maggie-t egy pubba, ahol találkozhatnak a színészlegendával.                                                                       |     |                             |                                   |                                   |                                       |             |

### Karácsonyi különkiadás (2007)
| Sor. | Év. | Cím                                        | Rendező                           | Író                               | Premier            | Nézettség   |
| --- | --- | ------------------------------------------ | --------------------------------- | --------------------------------- | ------------------ | ----------- |
| 7. | 1.  | Karácsonyi különkiadás (Christmas Special) | Ricky Gervais és Stephen Merchant | Ricky Gervais és Stephen Merchant | 2007. december 27. | 5,63 millió |
| A Füstöl a gyárkémény három évada után Andy híressé és jómódúvá vált, soron kívül jut be előkelő éttermekbe és új lakásba költözött. Mégsem elégedett az életével, különösen akkor, amikor riválisa, Greg szerzi meg azokat a nívós és kritikailag elismert filmszerepeket, amikre Andy is vágyna. A Clive Owen Byronja mellett Percy Shelleyt alakító Greg egy kritikusok által dicsért kasszasikerben A-listás előadóművésszé válik. Greg ügynöke, Tre Cooper (Adam James, magyar hangja Forgács Péter) elvállalja Andy képviseletét is, a színész végre megszabadulhat Darren Lambtól. Új ügynöke támogatása ellenére Andy ismét kínos szituációkba kerül, például amikor egy interjú közben próbál kifinomultnak tűnni. A dolgok Maggie-nek sem mennek jól: statisztaként Tre szerez neki egy szerepet Clive Owen új filmjében, de ott megalázó jelenetet kellene eljátszania, amit nem vállal el és felhagy a statisztáskodással. Emiatt Maggie-nak takarításból kell pénz szereznie a lakbérre, de nemsokára kénytelen lesz szerényebb hajlékot bérelni. Mivel Andy csak akkor keresi fel telefonon, ha akar tőle valamit, a lány magára marad. Kétségbeesésében állást kér annál telefonos cégnél, ahol immár Darren és az EastEnders egykori sztárjai, Shaun Williamson és Dean Gaffney is dolgoznak. Andy úgy dönt, váratlanul befejezi a sorozatot, feldühítve a BBC embereit. Számításai ellenére még kevesebb színészi ajánlatot kap, mint Darren idejében. Tre nem veszi fel neki a telefont és Andy az ismertség kedvéért olyan műsorokban kénytelen szerepelni, amiket nemrég még lenézett (például a Ki vagy, doki? vagy a Hotel Babylon). Amikor végre utoléri Tre-t, az közli vele: válasszon a „hírnév és a vagyon” vagy a „tisztesség és a megbecsülés” között, mert mindegyiket nem kaphatja meg. Andy az előbbit választja és könyörög ügynökének, hogy szerezzen neki bármilyen tévés szerepet. Tre segítségével Andy a Celebrity Big Brother brit változatában köt ki, olyan emberekkel, akiket nem ismer. Új társai mind kétségbeesetten vágynak a hírnévre, ennek érdekében pedig méltóságukról is hajlandók lemondani. Ezt felismerve szenvedélyes beszédet mond a kamera előtt a média aljasságáról, könnyek közt bocsánatot kér Maggie-től, majd kisétál a forgatásról. Ironikus módon tettével a média kegyeibe kerül és olyan sztárok akarnak együtt dolgozni vele, mint Elton John vagy David Beckham. Andy faképnél hagyja ügynökét. Maggie-vel olyan helyre akar menni, ahol senki nem ismeri fel őket, ezért a London-Heathrow-i repülőtér felé veszik az irányt. További híres vendégszereplők: George Michael (magyar hangja Széles László), Gordon Ramsay, David Tennant, Hale and Pace, Lionel Blair, June Sarpong, Lisa Scott-Lee, Chico Slimani, Jonathan Ross, Karl Pilkington és Vernon Kay. |     |                                            |                                   |                                   |                    |             |

## Fordítás
- Ez a szócikk részben vagy egészben  a   List of Extras episodes episodes című angol Wikipédia-szócikk ezen változatának fordításán alapul.  Az eredeti cikk szerkesztőit annak laptörténete sorolja fel. Ez a jelzés csupán a megfogalmazás eredetét és a szerzői jogokat jelzi, nem szolgál a cikkben szereplő információk forrásmegjelöléseként.